# Livre d'heures (Lescalopier 22)
Lescalopier, Ms. 22 est un livre d'heures conservé à la bibliothèque Louis Aragon d'Amiens, caractérisé par la forme unique, en fleur de lys, qu'il prend lorsqu'il est ouvert. Daté de 1555 et à l'usage de Rome, il était probablement destiné au roi Henri II. Il est enluminé de vingt-deux miniatures.

## Histoire
Ce livre d'heures a été créé en France vers 1555 pour Henri II. Il est resté dans la collection des rois de France au moins jusqu'à Louis XIII.
Il fut acquis au XIXe siècle par Charles de L'Escalopier, conservateur de la bibliothèque de l'Arsenal, grand collectionneur et bibliophile français, qui légua à sa mort, en 1861, ses collections à la ville d'Amiens. Le manuscrit est conservé dans les collections de la bibliothèque municipale d'Amiens.

## Description
Ce manuscrit est un livre d'heures à l'usage de Rome datant de 1555, caractérisé par sa forme particulière, en position ouverte, de fleur de lys, chaque feuillet ayant ainsi la forme d'une demi-fleur de lys. En parchemin, il est constitué de 129 folios et mesure 18,2 cm de haut pour 8 cm de large.
La reliure du manuscrit date du XVIe siècle. Son dos est fleurdelisé (couvert de fleurs de lys), la tranche du codex étant dorée et gaufrée d'entrelacs.

### Décorations
- folio 000I : Écriture d'apparat

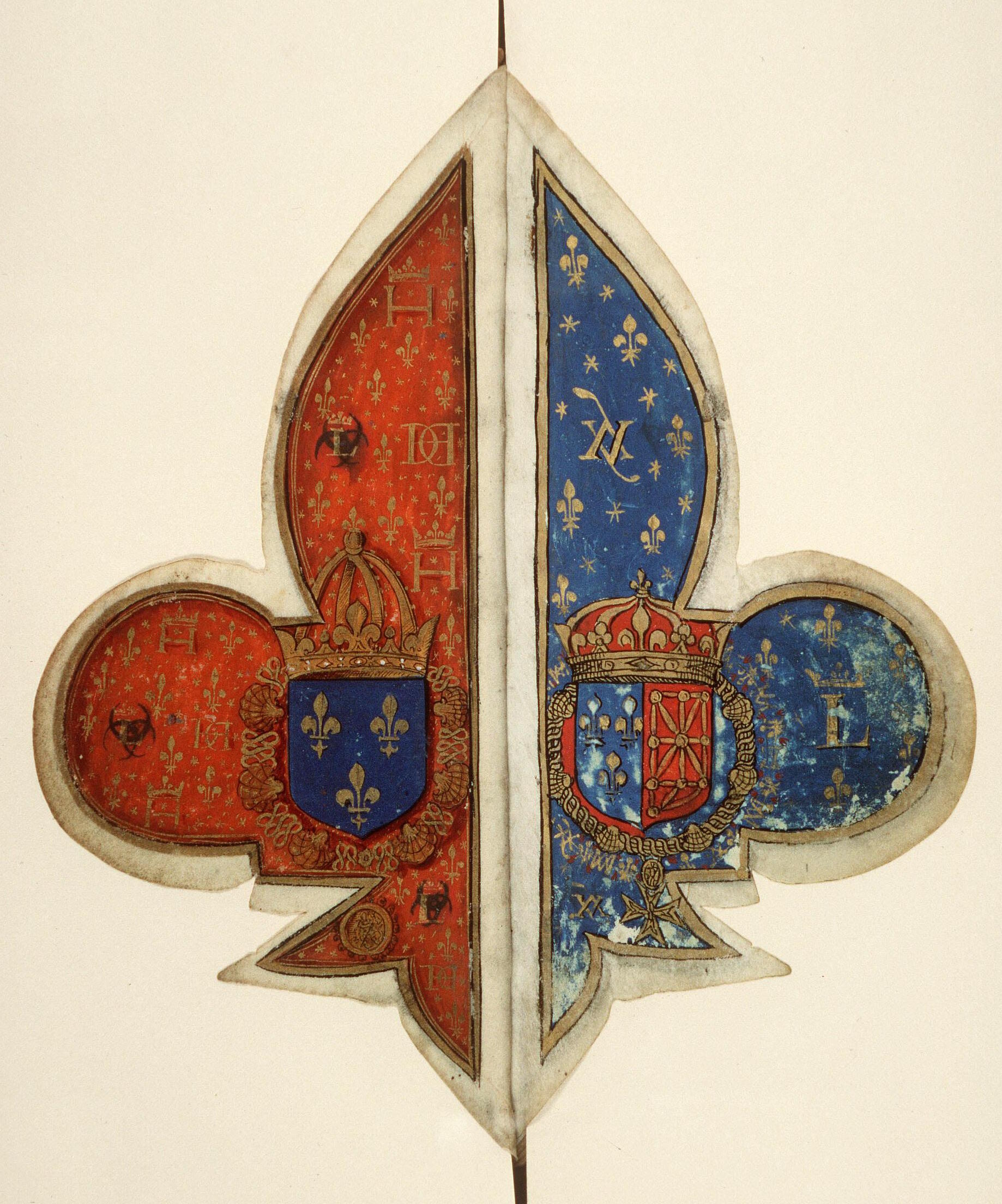
Folio 1 : Armoiries d'Henri II et Louis XIII.

- folio 000Iv-001 : Armes d'Henri II / Armes ajoutées de Louis XIII
- folio 002 : Signe du verseau
- folio 002 : Repas au coin du feu
- folio 003 : Signe des poissons
- folio 003 : Abattage d'arbre et taille de la vigne
- folio 004 : Signe du bélier
- folio 004 : Taille de la vigne
- folio 005 : Signe du taureau
- folio 005 : Femmes couronnant un homme de fleurs
- folio 006 : Signe des gémeaux
- folio 006 : Couple à cheval
- folio 007 : Signe du cancer
- folio 007 : Tonte
- folio 008 : Signe du lion
- folio 008 : Moisson
- folio 009 : Signe de la vierge
- folio 009 : Moisson
- folio 010 : Signe du scorpion
- folio 010 : Labour à la charrue
- folio 011 : Signe de la balance
- folio 011 : Vendange
- folio 012 : Signe du sagittaire
- folio 012 : Battage du lin
- folio 013 : Signe du capricorne
- folio 013 : Abattage du cochon
- folio 016v : Baiser de Judas et essorillage de Malchus
- folio 023v : Instruments de la Passion

- folio 025v : Annonciation
- folio 041 : Visitation
- folio 050 : Nativité

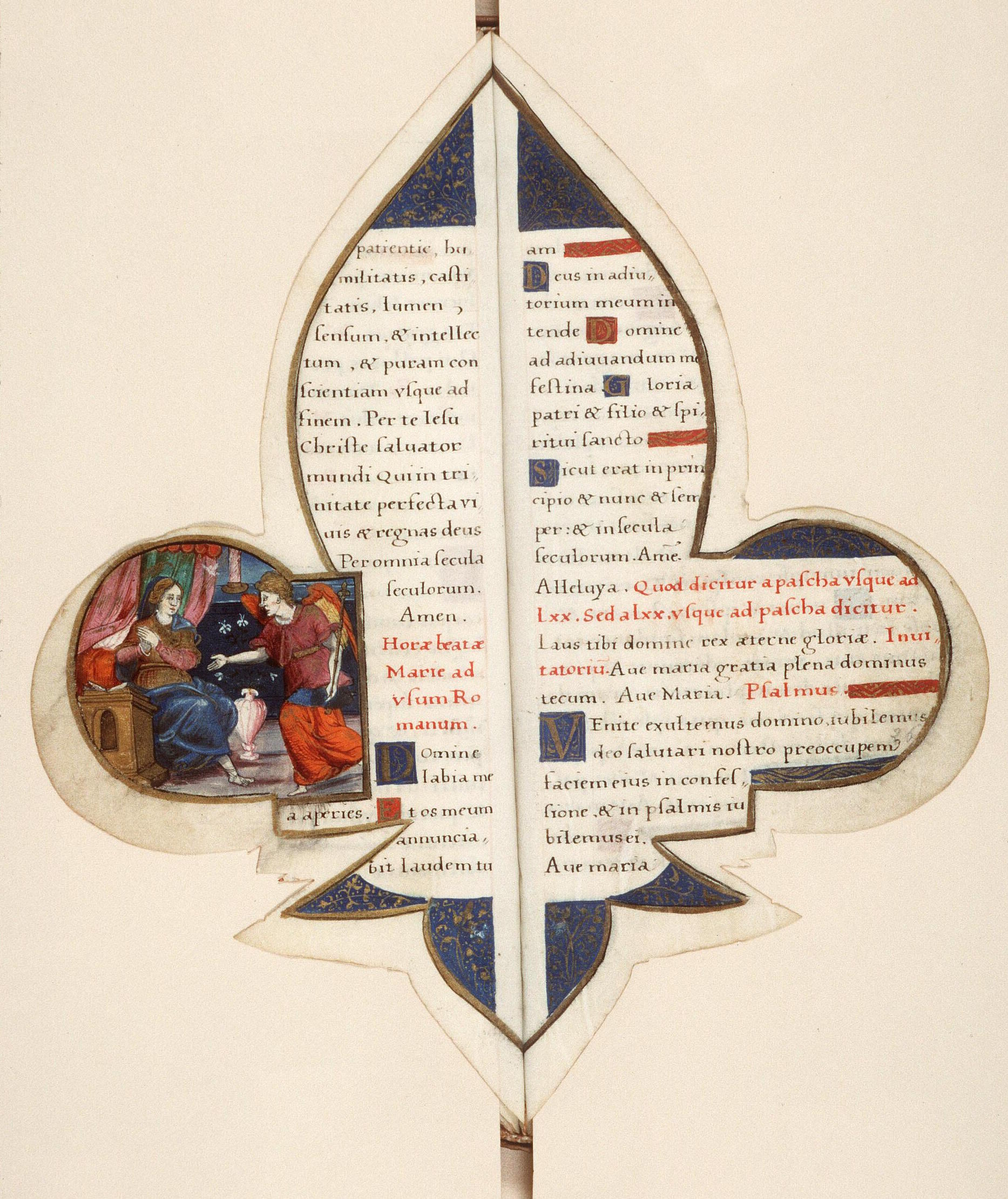
Folio 25 : Annonciation.

- folio 053v : Annonce aux bergers (miniature au début de tierce de la Vierge)
- folio 053v : Annonce aux bergers (miniature au début de none de la Vierge)
- folio 056v : Adoration des mages
- folio 059v : Circoncision
- folio 062v : Fuite en Égypte : miracle du palmier
- folio 068v : Couronnement de la Vierge par la Trinité
- folio 073v : David et Bethsabée
- folio 082v-083 : Pages décorées
- folio 089 bis : Job et ses amis
- folio 121v-122 : Pages décorées

## Œuvre en rapport
Un autre livre d'heures en forme de fleur de lys, daté des environs de 1553 et presque identique au Lescalopier 22, a été vendu aux enchères à New York chez Christie's en juin 2006 pour une somme de 28 800 dollars américains. Il a de nouveau été présenté au public par le libraire Heribert Tenschert en 2008. Ce deuxième codex pourrait avoir été un premier essai ou un précurseur du manuscrit en forme de lys d'Amiens. Onze des vingt-deux miniatures qui l'ornent ont été réalisées par l'enlumineur Charles Jourdain.